# Fazenda Botafogo
Fazenda Botafogo é um conjunto habitacional e um bairro localizado em acari na Zona Norte do Rio de Janeiro, no Brasil.
O mesmo título é dado a uma Fazenda particular localizada no município de Limeira, no interior do estado de São Paulo - mais informações encontram-se em https://fazendabotafogo.com.br;

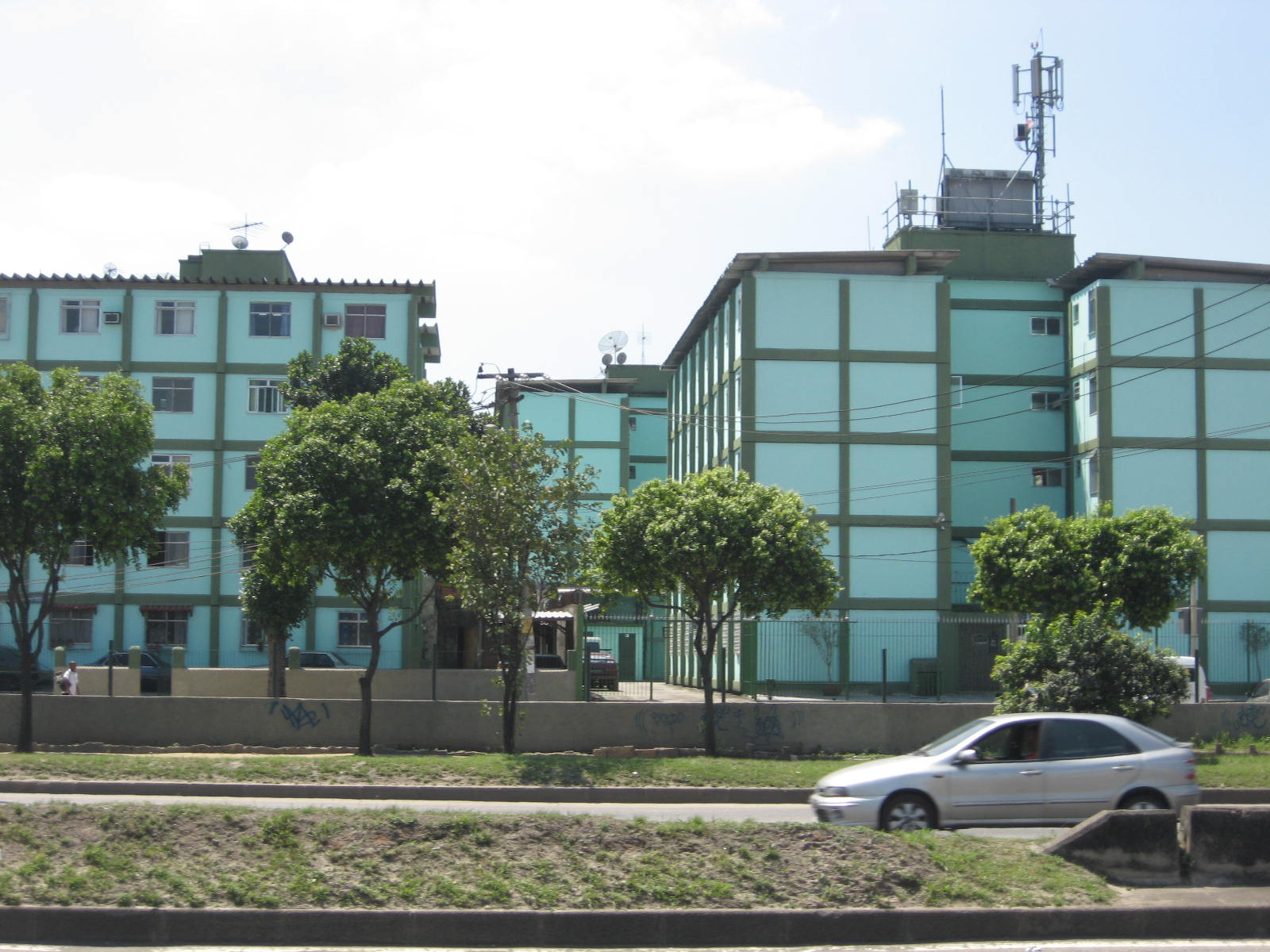
Prédios de Fazenda Botafogo vistos a partir da Avenida Brasil.

## História
O Conjunto foi criado juntamente com o Distrito Industrial que leva o mesmo nome no final da década de 1970. O conjunto possui 86 prédios com 40 apartamentos cada, dando uma estimativa de 17.000 moradores. Além dos edifícios que compõem a Fazenda Botafogo, existem ainda as casas do IAPC de Coelho Neto.

O conjunto tem como limites o Rio Acari ao Norte e a Oeste, que faz divisa respectivamente com os bairros da Pavuna, Costa Barros e Barros Filho, e a Avenida Pastor Martin Luther King Jr, juntamente com a linha 2 do Metrô, fazendo divisa com o bairro de Acari e Coelho Neto.

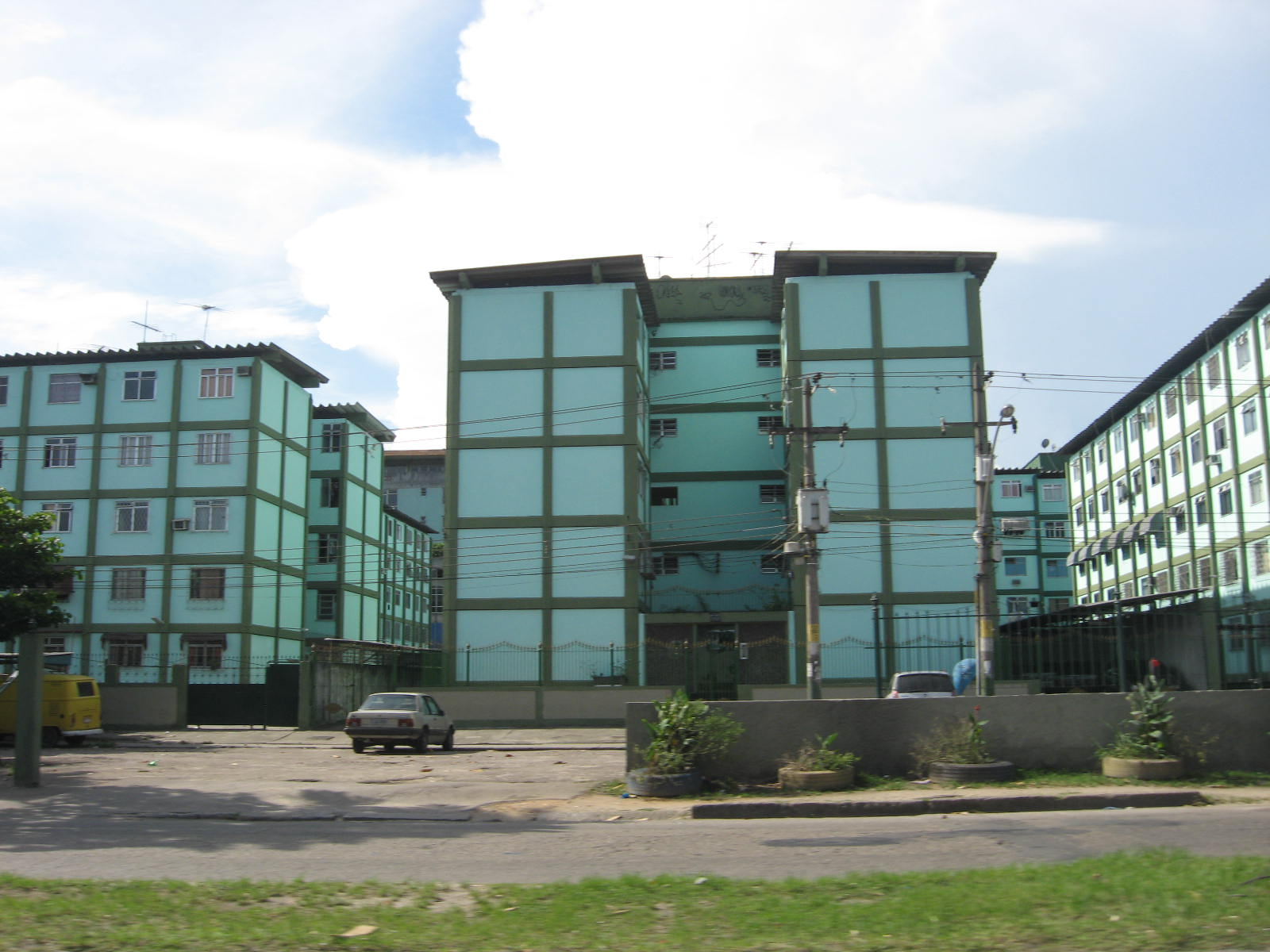
Vista do conjunto Fazenda Botafogo.

O bairro é bem servido por opções de transporte público. Conta com a Avenida Martin Luther King Jr. e com a Linha 2 do Metrô, por meio da Estação Acari–Fazenda Botafogo. Também é atendido pela Avenida Brasil, importante via expressa que oferece diversas linhas de ônibus com destino ao Centro, Zona Norte, Zona Oeste e à Baixada Fluminense. O bairro abriga ainda a estação de BRT Fazenda Botafogo.
Possui também a Vila Olímpica Clara Nunes, da prefeitura, inaugurada em 2003. O conjunto também é bem servido de educação, com 2 escolas e 2 creches Municipais, Associação de Moradores, Posto Policial, Centro Social Urbano, farto comércio, uma praça, além de vários campos de futebol e lazer.
Próximo do Conjunto, tem o PAM de Coelho Neto, mais duas escolas municipais, uma escola estadual, a Igreja de São Jerônimo, além de várias outras escolas particulares.
Na Fazenda Botafogo fica a escola de samba Quilombo.
A estação recebeu o nome original do local, que foi um engenho de açúcar no passado. Sua construção foi uma antiga reivindicação de seus habitantes.

### Reconhecimento oficial como bairro
Em 2022, a Fazenda Botafogo passou a ser oficialmente reconhecida como bairro da cidade do Rio de Janeiro, por meio da Lei Municipal nº 7.271/2022, sancionada após aprovação do Projeto de Lei nº 302/2021, de autoria do vereador Celso Costa. A nova legislação determinou a subdivisão do bairro de Coelho Neto, criando oficialmente o bairro Fazenda Botafogo, na Área de Planejamento 3 (AP-3), sob responsabilidade da Gerência Executiva Local de Rocha Miranda.
Segundo o texto legal, o novo bairro tem seus limites definidos pelas seguintes vias:
- Avenida Prefeito Sá Lessa;
- Rodovia Governador Mário Covas (Avenida Brasil);
- Avenida Pastor Martin Luther King Jr.

Além disso, o bairro passa a englobar 23 ruas e logradouros específicos, como as ruas Pedro Jório, Omar Fontoura, Mozart Lago e a Praça Betty Quadros Coimbra, entre outras.
O reconhecimento oficial foi segundo o projeto do vereador: "...enfeixa o desejo da cidadania ali presente que se manifestou de forma unânime pela transformação em bairro...". A justificativa do projeto destacou que a região possui cerca de 120 mil habitantes e infraestrutura consolidada, com transporte, serviços públicos e comércio local bem estabelecidos.